# 秣

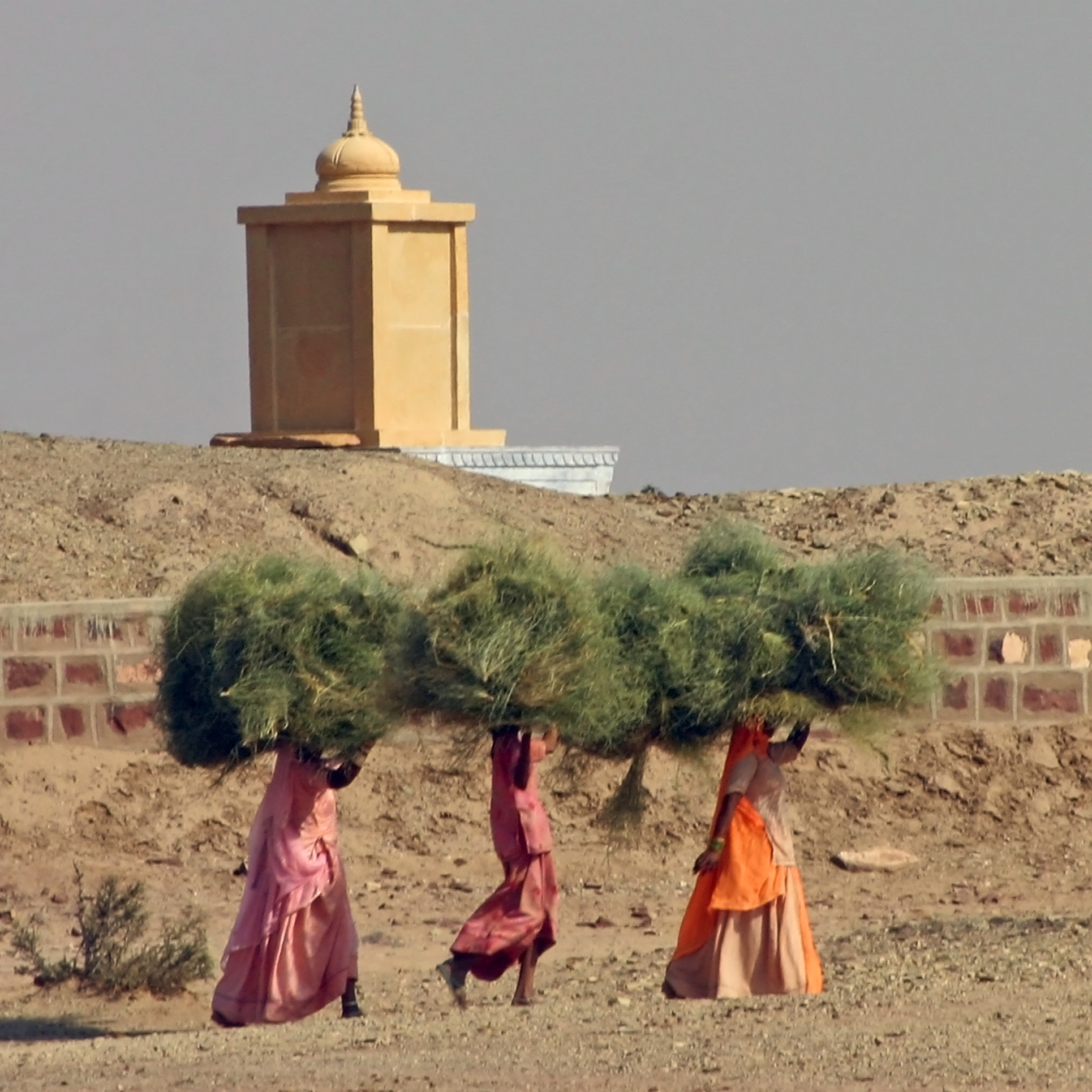

秣（まぐさ）とは馬や牛の飼料とする草。「蒭」とも表記されるが、『和名類聚抄』では、秣は「万久佐」、蒭は「加良久佐」（“乾草”の意）と表記されており、本来は両者の間に区別があったと考えられている。また、「馬草」とも表記される。
古代においては、秣には馬や牛に与える飼料一般やそれらを与えて飼育することの意味も含まれており、『延喜式』の左右馬寮式には秣料として諸国から米や大豆を毎年貢進させ、畿内諸国からは蒭を集める規定があったことが記されている。また、化学肥料が普及する以前の農業においては馬や牛の糞尿は貴重な肥料であり、秣はそれを生み出すものとして重要視され、場合によっては秣そのものを田畑に踏み込む刈敷として肥料にすることも可能であった。
そのため、農村では秣を確保することが重要視され、秣田や秣野が設置される場合があった。